# Tăutești (okręg Jassy)
Tăutești – wieś w Rumunii, w okręgu Jassy, w gminie Rediu. W 2011 roku liczyła 180 mieszkańców.